# Mienke Simon Thomas
Margaretha Wilhelmina Francina (Mienke) Simon Thomas (1954) is een Nederland kunsthistoricus, conservator en auteur, werkzaam als senior conservator van Museum Boijmans Van Beuningen in Rotterdam. Ze is bekend van haar werken over de ontwikkeling van de Nederlandse toegepaste kunst en vormgeving.

## Leven en werk
Simon Thomas studeerde aan de Akademie voor Industriële Vormgeving in Eindhoven van 1972 tot 1976, en vervolgde nog enige tijd kunst- en vormgevingsgeschiedenis aan de Universiteit Utrecht. Later in 1996 promoveerde ze in deze richting aan de Vrije Universiteit Amsterdam in onder Carel Blotkamp met een proefschrift over ornamenten en ornamenttheorieën in Nederland tussen 1850 en 1930.
Eind jaren zeventig begon Simon Thomas als freelancer. Ze werkte mee aan de expositie Industrie & Vormgeving, in het Stedelijk Museum in Amsterdam van 1985-86. in 1986 publiceerde ze een boek over de meubelontwerper Cornelis van der Sluys.
In 1993 begon Simon Thomas als conservator in Museum Boijmans Van Beuningen, waar ze doorgroeide tot hoofdconservator. Ze bleef daarna schrijven over Nederlands vormgeving en haar ontwikkeling. Zo schreef ze algemene boeken over de Nederlandse verpakkingsindustrie, art deco in Nederland, en enige biografische werken over vormgevers als Jaap Gidding, Jacob Jongert en Johan Thorn Prikker.

## Publicaties, een selectie
- Mienke Simon Thomas. Corn. van der Sluys: binnenhuisarchitect, organisator en publicist, 1881/1944. Uitgeverij 010, 1988.
- Mienke Simon Thomas. De Leer van het Ornament. Versieren volgens voorschrift 1850 – 1930. proefschrift Vrije Universiteit in Amsterdam, 1996.
- Mienke Simon Thomas. Goed in vorm: honderd jaar ontwerpen in Nederland, 010 Publishers, 2008.